# Leeteuk
 (août 2023).
Si vous disposez d'ouvrages ou d'articles de référence ou si vous connaissez des sites web de qualité traitant du thème abordé ici, merci de compléter l'article en donnant les références utiles à sa vérifiabilité et en les liant à la section « Notes et références ».
Park Jeong-su (coréen: 박정수) (né le 1er juillet 1983 à Séoul), mieux connu sous son nom de scène Leeteuk (coréen: 이특), est un chanteur et danseur sud-coréen, surtout connu comme étant le leader du groupe de K-pop Super Junior.
Pour ne pas émettre de confusion avec l'actrice coréenne Park Jeong-su, il a décidé d'utiliser le nom de 'Leeteuk' qui signifie littéralement spécial. 
 Son fanclub personnel s'intitule « Angels ».
Leeteuk était parti en service militaire pour deux ans le 30 octobre 2012.

## Biographie
Quand Leeteuk et sa sœur, Park In-young, ont voyagé à Myeongdong pour les vacances au début des années 2000, il a été recommandé par un découvreur de talent d'auditionner pour la SM Entertainment dans une audition appelé Starlight Casting System: une audition qui sélectionne les artistes pour signer sous le label. Après différents enregistrements de tests et performances, il a signé auprès de la SM Entertainment et est devenu une de leurs jeunes recrues.

Cette même année, il a eu sa première et très rapide apparition à la télévision comme un extra dans la MBC drama coréen de All About Eve et apparaît comme un modèle pour Pepsi en 2002. En 2003, Leeteuk a été mis dans un groupe de cinq garçons dont Donghae, mais le projet a rapidement chuté. Ils ont ensuite été mis dans le grand groupe de rotation Super Junior avec dix autres garçons. Plus âgés que les autres stagiaires, Leeteuk est devenu le leader du groupe.
Le 6 novembre 2005, Leeteuk a officiellement débuté sur la chaine SBS dans l'émission "Popular Songs" en tant que membre de Super Junior 05, la première génération de Super Junior. Le groupe a effectué son premier single U/TWINS avec une audience de près de 500 fans. Leeteuk explique qu'il utilise un nom de scène en raison de son désir d'avoir un nom avec les mêmes effets que Kangta (et aussi à éviter la confusion avec l'actrice Park Jung-su). Son nom de scène dénote d'être "spéciale" comme il veut être un membre du groupe.
Leeteuk a aussi été loué pour ses talents d'hôte et est vu comme une étoile montante dans l'industrie de spectacles de variétés coréennes. Il a été impliqué dans beaucoup d'émissions de variétés, apparaissant comme invités permanents et aussi en tant que MC. En effet, depuis 2006, Leeteuk et Eunhyuk ont été des DJs de radio permanents pour KBS. Leur émission s'appelle « Super Junior's Kiss The Radio » (Sukira). Leur émission radio se porte toujours très bien.
Autour de mars 2006, SM Entertainment a commencé à recruter de nouveaux membres pour la prochaine génération des Super Junior, et Leeteuk resterait comme le leader de Super Junior 06. Toutefois, les plans ont changé lorsque la société a ajouté un treizième membre, Kyuhyun, et la société a déclaré un arrêt de la formation de futures générations Super Junior. Le groupe a abandonné la mention "05" et est devenu officiellement crédité en tant que Super Junior. Le groupe sortit le plus grand hit du groupe le single U, qui est devenu le plus grand succès des Super Junior jusqu'à la sortie de Sorry Sorry en mars 2009.
Au cours de sa carrière avec les Super Junior, Leeteuk a été mis dans deux sous-groupes, des groupes plus petits. En février 2007, Leeteuk a été placée dans le trot-chant Super Junior T. Un an plus tard, Leeteuk est devenu membre de Super Junior Happy. Le 19 avril 2007, près de deux mois après la sortie de leur premier single « Rokkugo », Leeteuk est grièvement blessé dans un accident de voiture lors de leur retour chez eux après un enregistrement de l'émission Super Junior Kiss the Radio. Avec Leeteuk, Shindong, Eunhyuk, Kyuhyun, et deux gestionnaires également ont été victimes. En raison de cette blessure, son rôle en tant que son propre personnage dans Attack on the Pin-Up Boys (2007) a été annulée. Toutefois, il a été révélé à la fin du film, que Leeteuk devait jouer le rôle du panda qui a été confirmé avec la dernière scène du film.
Son travail le plus remarquable aujourd'hui est son implication dans les émissions Star King et Strong Heart de la chaine SBS. Leeteuk a une forte amitié envers le comédien Boom qui apparait, lui aussi, dans les deux émissions citées précédemment. Boom a commencé la « Boom Academy » sur Strong Heart au côté de Leeteuk et Eunhyuk. Boom a été enrôlé dans l'armée au début des années 2009 et donna à Leeteuk la tâche de continuer son travail de comédie dans le show avec Eunhyuk et Shindong. Tous les trois ont créé le "Teukigayo" (La Teuk Academie): un sketch hilarant qui a gagné beaucoup d'encouragement du public.
En 2009, Leeteuk a été nommé second en tant qu'Idol le plus bosseur de l'année 2009. Le titre a été donné à Leeteuk pour son dur travail en tant que DJ de radio, en tant que MC pour diverses émissions et en tant que chanteur qui dirige un groupe de 13 membres.
En 2010, Leeteuk a été placé comme nouveau MC pour MBC « Enjoy Today », replaçant Seungri des Big Bang qui était parti pour se focaliser sur son nouvel album. Leeteuk est aussi le MC pour MBC « Love Chaser » avec Yesung. Lorsqu'il a chanté avec Krystal des F(x) une chanson « Glumbing » sur l'émission d'MBC « Enjoy Today », de plus en plus de personnes ont découvert sa voix.
Le 10 et 11 juin 2011, il a participé au SMTOWN in Paris avec son groupe Super Junior accompagné de quatre autres groupes: TVXQ, SHINee, Girls' Generation et F(x) après la demande explosive des européens. Il s'est montré très proches envers les fans européens via Twitter et Youtube.
Leeteuk a récemment confessé dans une interview qu'il allait partir pendant deux ans à l'armée faire son service militaire en début d'année 2012 ou à la fin 2011. Une fois son service militaire fini, il fera de son mieux pour arriver au top de nouveau.

## L'accident de voiture d'avril 2007
Le 19 avril 2007, un peu après minuit et une fois leur émission de radio terminée, Leeteuk et Eunhyuk, les DJ de Sukira, ainsi que leurs invités du jour Shindong et Kyuhyun, sont repartis en voiture, accompagnés de deux managers, pour rejoindre leur appartement. L'un des managers conduisait et a perdu le contrôle du véhicule en excès de vitesse. Celui-ci a fini par faire un tonneau. Shindong et Eunhyuk ont pu s’extraire de la voiture sans trop de difficulté et appeler les secours. Ces derniers sont intervenus vingt minutes plus tard… accompagnés d’une ribambelle de journalistes et de cadreurs.
Si Shindong et Eunhyuk ont subi des blessures mineures, Leeteuk et Kyuhyun ont eu des blessures graves, ce qui a nécessité pour les deux de rester à l'hôpital pendant plusieurs semaines. Leeteuk a eu des fragments de verre dans le dos et au-dessus de ses yeux, ce qui a nécessité plus de 170 points de suture dans la suppression de la plupart d'entre eux. Il a également eu une égratignure près de l'œil et de coupures et de contusions diverses.

## Programmes MC
| Date                           | Name                                       | Note                                                               |
| 10 novembre 2005–27 mars 2008  | Mnet M!Countdown                           | à la base avec Shindong, Kangin plus tard remplacé par Eunhyuk     |
| 27 décembre 2007–20 août 2008  | Leeteuk's Love Fighter                     |                                                                    |
| 7 janvier 2008–5 avril 2008    | ComedyTV Unbelievable Outing'ggg' Season 3 | avec Donghae                                                       |
| 10 juillet 2008–9 octobre 2008 | MBC Idol Show Season 1                     | avec Super Junior-T                                                |
| 1er novembre 2008–             | Mnet Bachelor While on a Date              |                                                                    |
| 2009–2010                      | KBS Challenge Golden Ladder                |                                                                    |
| 2009                           | KBS Challenge! Good song                   | avec Hyun yung et Boom                                             |
| 2009                           | KBS Miracle                                | avec Eunhyuk, Shindong, Sungmin, Kangin                            |
| 16 septembre 2009–2010         | MBC King of the Ring                       | avec Eunhyuk, Shindong                                             |
| 25 décembre 2009–Present       | SBS Oh! Brothers                           |                                                                    |
| 21 juillet, 2010–Present       | MBC Love Chaser                            | avec Yesung                                                        |
| 2009–aujourd'hui               | SBS Star King                              | avec Eunhyuk                                                       |
| 2010–2011                      | MBC Enjoy Today                            |                                                                    |
| Décembre 2010-Février 2011     | Super Junior's Foresight                   | avec Eunhyuk, Kyuhyun, Yesung et d'autres membres des Super Junior |

## Émissions de radio
| Date                      | Name                                                              | Note                                             |
| 21 août, 2006–aujourd'hui | Super Junior's Kiss the Radio (슈퍼주니어 키스 더 라디오)(SuKiRa) | avec Yesung mais maintenant remplacé par Eunhyuk |

## Awards
| Year | For                                          | Notes                                          | Result |
| ---- | -------------------------------------------- | ---------------------------------------------- | ------ |
| 2009 | Star King pour Best Newcomer Award (Variety) | partagé avec Eunhyuk et Boom pour Strong Heart | Gagné  |